# 魏公韓
魏公韓（？—？），字小韓，晚號渔台，湖广黄州府黄冈縣人。

## 生平
公韓质鲁而好学，事祖母以孝闻。天啓四年（1624年）甲子科湖广乡试举人，天啓五年（1625年）联捷乙丑科進士，授山西太平县知县，县为栢繄故里，祠与墓为人侵占，几漫灭不可识，公韓釐正之，重加修复。邑遭寇患，城垣圯坏，公韩请於上官，复募诸绅士悉力筑之，屹屹言言，已而寇复至，督乡兵扞御，斩获无算，民立生祠祀焉。七年调句容县，历兵部主事、武选司员外郎，累迁汝南、大名、蓟永诸道，兴士爱民，弭盗却敌，多异政，所至皆崇祀名宦。时内监魏忠贤、张彝宪闻其名，欲致之，公韓慷慨负气节，不稍屈。崇祯初，推巡抚保定，以母老乞归。隆武元年十一月降清。隐居樟松湖，筑室曰“渔台”，年八十一卒。

## 家族
祖父魏士元。父魏翊明，博洽端方。